# Bevilo tutto
Bevilo tutto è una canzone popolare italiana, più precisamente è una canzone da bevuta.

## Storia
Seppur molto più antica, le prime testimonianze documentate risalgono solo alla fine dell'ottocento, in "I Nuovi Goliardi - Periodico mensuale di storia" pubblicato a Trieste nel 1881 

## Influenze nella cultura di massa
La notorietà della canzone non è limitata ai confini italiani, nella pellicola cinematografica Come ti ammazzo il bodyguard la canzone è un vero e proprio canto popolare, cantati da Samuel L. Jackson insieme ad alcune suore. . La scelta del brano non è casuale: la pellicola è girata a Trieste, una tra le città che per prime hanno documentato nei propri archivi storici questo canto popolare.